# Rue Dos-d'Âne
La rue Dos-d'Âne est une rue de Nantes, en France.

## Situation et accès
Située dans le quartier Nantes Sud, la rue relie la place Pirmil, dont elle longe la partie ouest, à la place de la Rochelle et aux ponts de Pont-Rousseau (à la jonction avec la rue Esnoul-des-Châtelets) et des Bataillons-FFI. Rectiligne, elle est constituée de deux voies bitumée séparées par un terre-plein gazonné, et est ouverte à la circulation automobile.

## Origine du nom
Située dans une zone inondable, la chaussée surélevée formait, au milieu de son parcours, un dos d'âne qui lui a donné son nom.

## Historique

### Urbanisation
Vers le IXe  ou  Xe siècle, une succession de ponts permet de franchir la Loire à Nantes, entre Bouffay et Pirmil ; de là, une route part vers Poitiers, via la rue Saint-Jacques, et l'autre vers La Rochelle et Bordeaux, via la rue du Dos-d'Âne et le pont de Pont-Rousseau.
La « porte de l'Espau » se trouvait au bout de la rue au XVIIe siècle. Selon Nicolas Travers (1674-1750), c'est par là qu'un convoi de munition, envoyé en décembre 1615 à Clisson dans le cadre de la lutte des catholiques contre les protestants, revient à Nantes. Le même auteur signale la reconstruction de la porte et d'une guérite en 1680.
En 1765, mademoiselle Bontemps fait construire la chapelle Notre-Dame-de-Patience, au niveau de ce qui portera plus tard le no 30, à l'ouest de la rue. Fréquentée par les sœurs de la Sagesse qui s'installent dans le quartier Saint-Jacques en 1773 en ouvrant une école (internat, fermé en 1789) et une pharmacie, la chapelle, après la Révolution est utilisée comme magasin.
Durant la période de la Révolution, la voie a été temporairement baptisée « rue Caton ».
En 1793, la rue fait partie du théâtre d'opérations de la bataille de Nantes. Le château de Pirmil, alors désaffecté, est partiellement fortifié pour servir de point d'appui au républicains défendant la ville, commandés par le général Jean-Michel Beysser tandis qu'une forteresse provisoire en bois, avec pont-levis, est établie au niveau du pont de Pont-Rousseau. Ce dispositif vise à contenir les armées vendéennes de Charette, arrivant rive gauche de la Sèvre, et de François Lyrot, arrivant rive droite. Le 29 juin 1793 à 2 heures, un bombardement annonce le début du combat. La batterie républicaine est placée dans la « prairie Orillard », le long de la rue du Dos-d'Âne, dont les habitations sont détruites par les canons vendéens installés dans le haut du quartier Pont-Rousseau, ou par les incendies provoqués par les combats. Le siège se solde par un échec vendéen.
La rue est ensuite de nouveau habitée. Au fil du temps, de nombreuses entreprises et commerces s'y installent. À l'arrière des habitations situées à l'ouest, vers la Loire, se trouvaient la « Savonnerie Bertin », la « Société nantaise de Bonneterie » et la fabrique de pantoufles « Bondu », ainsi que les « Tanneries et Corroieries de la Sèvre » et la « Tannerie Guérin », toutes deux situées en bord de Loire.
Les bombardements lors de la Seconde Guerre mondiale touchent la rue. Le dernier vestige de la chapelle Notre-Dame-de-Patience, un toit à forte pente dont la charpente restait d'origine, est endommagé lors de l'explosion du pont de Pirmil en 1944, puis tout disparaît au milieu des années 1950.
Jusqu'alors, la voie était une véritable rue commerçante. Elle était empruntée, fin XIXe et début du XXe siècle par une ligne du tramway dont le terminus se trouvait au carrefour des Trois-Moulins à Rezé. Au début du XXe siècle, on comptait parmi les commerces de la rue du Dos-d'Âne trois cafés, une quincaillerie, un magasin de cycles, une herboristerie, une agence bancaire, une zinguerie, etc..

### Disparition de l'habitat
Les choix urbanistiques de l'après-guerre jusqu'aux années 1980 entraînent la disparition de l'habitat. Le dernier bâtiment à être détruit est l'ancien octroi, au sud-est, à l'angle avec la rue Esnoul-des-Châtelets, devenu un café.
L'artère voit alors son tracé modifié. En 1969, le pont des Bataillons FFI est construit. La rue mène aux deux ponts, puis est doublée et élargie. Au début des années 1980, un autopont est construit. Dans cette période, la zone est destinée par les urbanistes à faciliter le trafic routier.
En septembre 1984, l'AURAN mène une nouvelle étude concernant le quartier autour de la place Pirmil. Le site est qualifié de « col routier régional », et la volonté est alors de changer la fonction urbaine de l'esplanade, projet rendu possible par la construction des ponts de Bellevue et celle à venir du pont de Cheviré. Un ambitieux projet immobilier voit le jour. Formalisé en 1985, il fait de Pirmil une réponse architecturale à la place Victor-Mangin. Il prévoit une surface de 23 000 m2 de logements (230 appartements), 35 000 m2 de bureaux, de commerces et locaux destinés aux loisirs. Ce projet planifiait le passage du tramway, dont la première ligne venait d'être ouverte avec succès, et voulait faire de Pirmil une porte d'entrée de la ville, matérialisée par la construction d'un bâtiment double enjambant, en bord de Sèvre, la rue du Dos-d'Âne, qui aurait été bordée par des immeubles. Cet ambitieux projet, mis au second plan par l'aménagement du quartier Madeleine-Champ de Mars, est finalement abandonné après 1989.
Entre 1991 et 1992, la station de transports en commun Pirmil est aménagée, l'autopont est démonté, et la rue prend la configuration qu'elle conserve au début du XXIe siècle.